# Torres de Bolonia

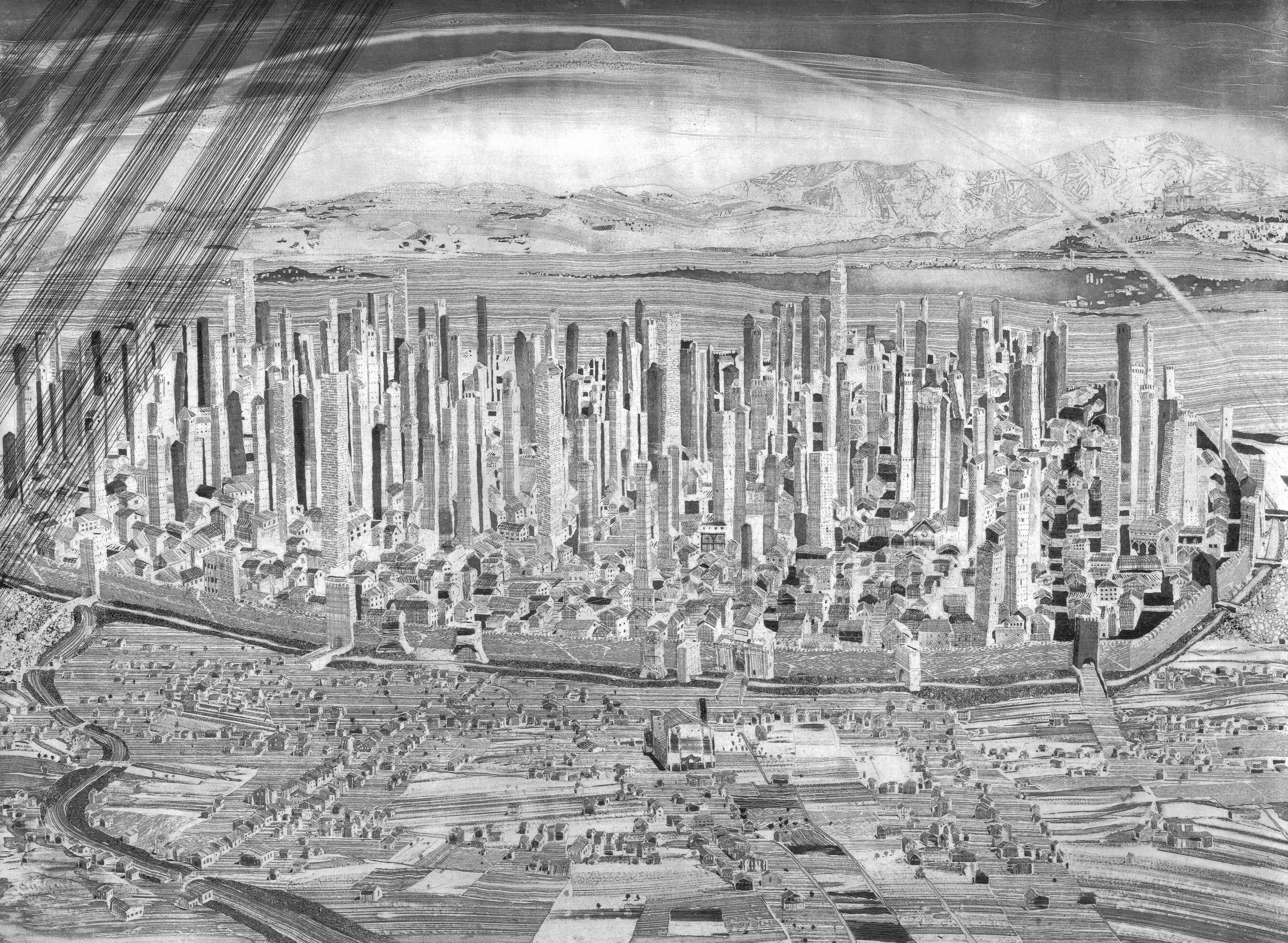
Bolonia en la Edad Media (Toni Pecoraro, 2012).

Las torres de Bolonia son edificaciones de origen medieval ubicadas en dicha ciudad de la región de Emilia-Romaña (Italia). Entre los siglos XII y XIII, el número de las torres edificadas fue enorme. Se ha llegado a mencionar la cifra de 180, pero los estudiosos consideran esta cifra una exageración, fruto de una incorrecta interpretación de los textos notariales de la época.
Los motivos por los que se levantaron tantas torres en Bolonia no están claros. Se tiende a pensar que las familias más ricas de la ciudad, en una época marcada por las luchas entre las facciones adeptas al Pontificado y al Sacro Imperio Romano Germánico, las utilizaron como un instrumento de ataque y defensa y, sobre todo, como símbolo de poder.
A lo largo del siglo XIII, muchas torres fueron demolidas y algunas se derrumbaron. En épocas posteriores, fueron utilizadas de modos diversos: como cárceles, comercios o lugares de estancia. Las últimas demoliciones se produjeron en 1917, cuando las torres Artenisi y Riccadonna fueron demolidas en aras de una nueva planificación urbanística.

## El número de las torres
Se ha debatido mucho sobre el número de torres que de seguro atestaban Bolonia en la Edad Media, antes de las sucesivas destrucciones o derrumbamientos de muchas de ellas. El conde Giovanni Gozzadini, senador del Reino de Italia, fue la primera persona en ocuparse de estudiar la historia de la ciudad. Estudiando los archivos ciudadanos relativos a los documentos de compra venta, llegó a la conclusión de que había llegado a haber no menos de 210 torres, una cifra verdaderamente descomunal, considerando el tamaño de la Bolonia medieval.
Estudios recientes han puesto en evidencia que la metodología empleada por Gozzadini era errónea, ya que contaba la misma torre en más de una ocasión, dado que la misma construcción podía ser citada al mismo tiempo con nombres diferentes dependiendo de la familia que detentaba la posesión de la misma en ese momento. Las estimaciones más conservadoras creen que las torres edificadas serían unas 80-200 como máximo, y no todas fueron edificadas.

## Las dos torres

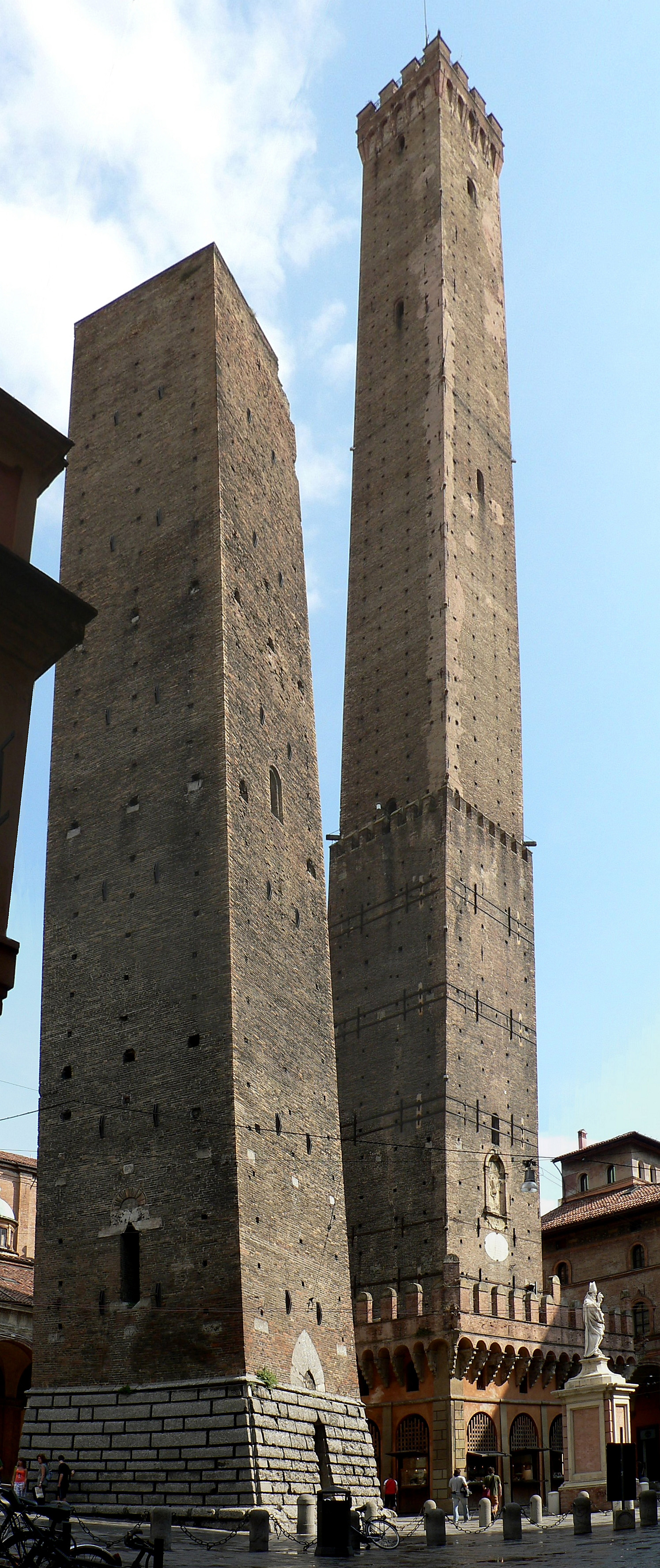
Las dos torres (la Garisenda a la izquierda y la Asinelli a la derecha).

La torre Garisenda y la torre Asinelli son las dos más famosas que aún hoy continúan en pie. La primera tiene un grado de inclinación con respecto a la vertical de 3,2 metros; el grado de inclinación de la segunda es de 1,3 metros. 
La Asinelli, la más alta, tiene una altura de 97,6 metros. En el momento de su construcción no superaba los 60 metros, siendo ampliada posteriormente. En el siglo XIV pasó a ser propiedad de la ciudad, siendo destinada sucesivamente como fortaleza y prisión.
Por su parte la Garisenda mide 48 metros. En el momento de su construcción medía 60 metros, pero en el siglo XIV fue recortada a causa de que el terreno donde había sido construida estaba cediendo. La torre Garisenda es famosa por haber sido citada por Dante Alighieri varias veces, tanto en la Divina Comedia como en sus Rimas. 
Los nombres de Asinelli y Garisenda provienen de las familias a las que tradicionalmente se les atribuyó la construcción de las mismas. Sin embargo no hay ninguna evidencia fidedigna. Por ejemplo, el nombre de Asinelli fue citado por primera vez en relación con la torre homónima en 1185, casi sesenta años después de su construcción.
En épocas más recientes, ya en pleno siglo XX se dio una utilidad práctica a la más alta de las torres, instalando un repetidor de la RAI en lo alto de la torre Asinelli. Durante la Segunda Guerra Mundial la torre se utilizó como punto de observación por parte de voluntarios que se apostaban en la cima de la torre durante los bombardeos aliados, con el fin de indicar a los medios de socorro los puntos donde habían impactado las bombas.

## Lista de torres en la actualidad
- Torre Accurso (llamada del reloj) - Piazza Maggiore
- Torre Agresti - Piazza Galileo
- Torre Alberici - Via S. Stefano - Piazza della Mercanzia
- Torre Asinelli - Piazza Ravegnana, 82
- Torre Azzoguidi (llamada Altabella) - Via Altabella, 7
- Torre Bertolotti-Clarissimi - Via Farini, 11
- Torre Carrari - Via Marchesana
- Torre Catalani - Vicolo Spirito Santo
- Torre Conoscenti - Via Manzoni, 6
- Torre dell'Arengo - Piazza Maggiore
- Torre Galluzzi - Corte Galluzzi
- Torre Garisenda - Piazza Ravegnana
- Torre Ghisilieri - Via Nazario Sauro
- Torre Guidozagni - Via Albiroli 1-3
- Torre Lambertini - Piazza Re Enzo
- Torre Lapi - Via IV Novembre
- Torre Oseletti - Strada Maggiore, 34-36
- Torre Prendiparte (llamada Coronata) - Via S. Alò, 7
- Torre Scappi - Via Indipendenza, 1
- Torre Toschi - Piazza Minghetti
- Torre Uguzzoni - Vicolo Mandria, 1